# 矢代湾

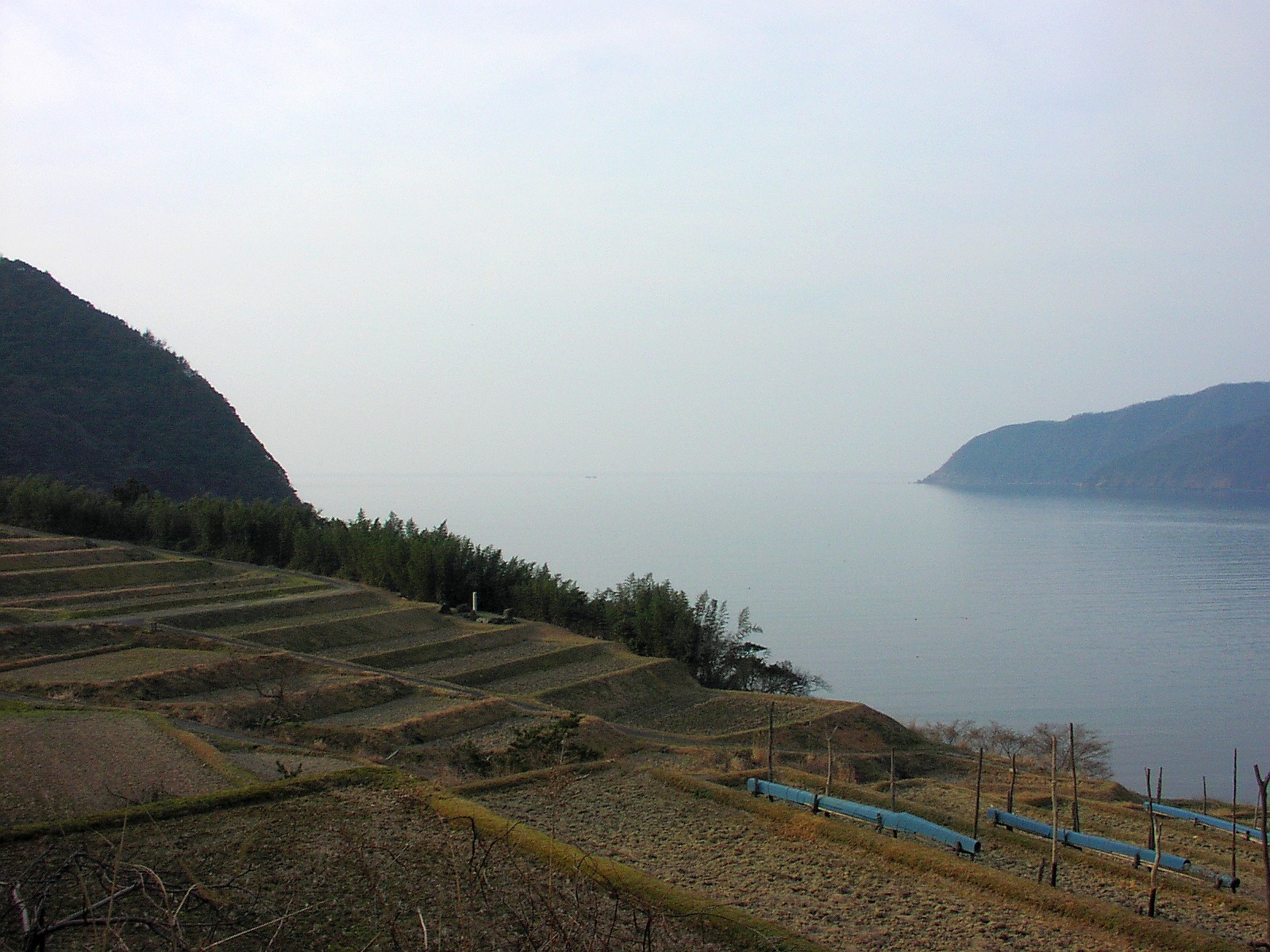
田烏から見た矢代湾

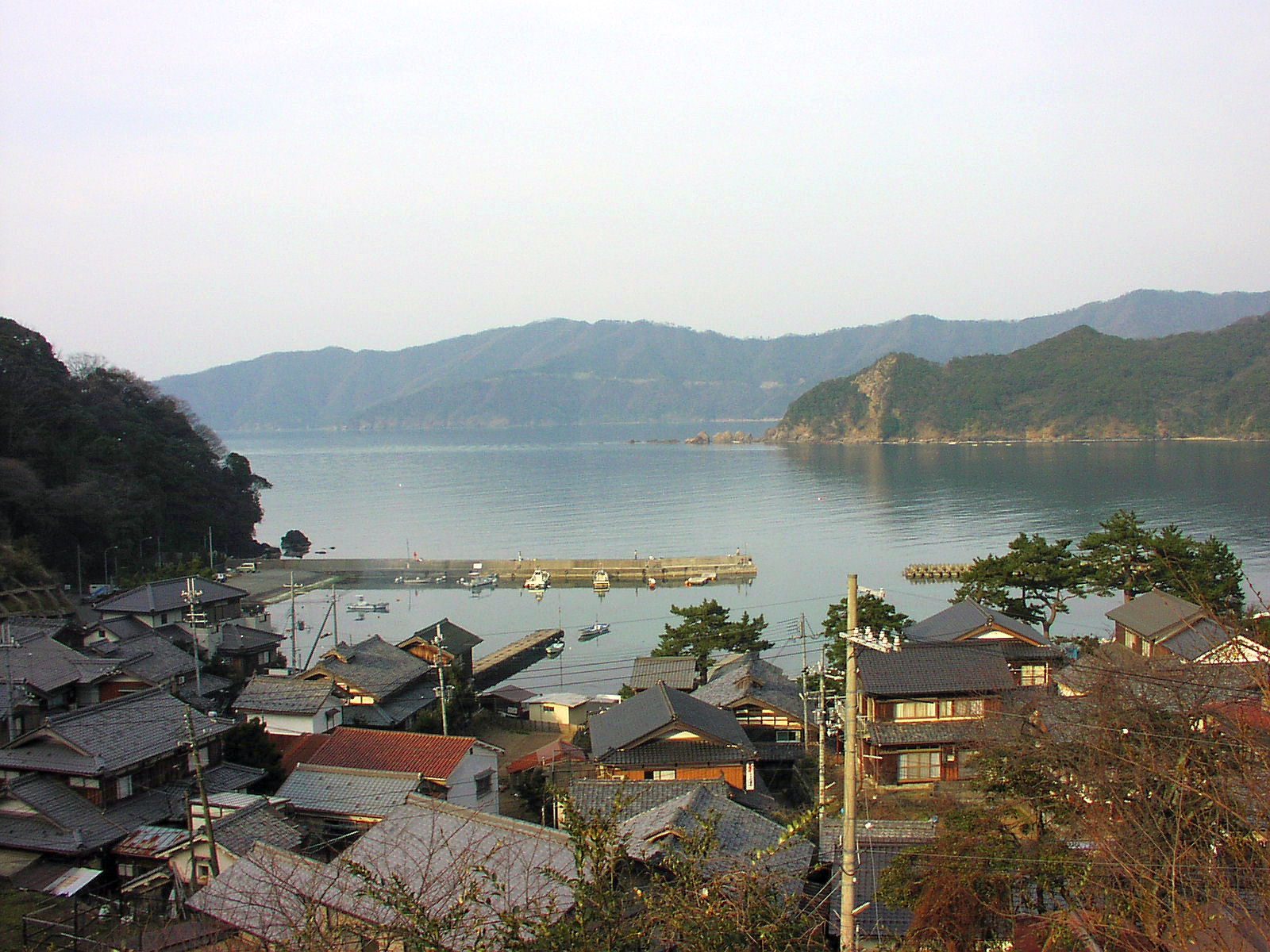
矢代から見た矢代湾

矢代湾（やしろわん）は、福井県小浜市の湾で、若狭湾の支湾。東側に突出する黒崎半島（別名：田烏半島）黒崎から西部の内外海半島小鰡ノ鼻により、若狭湾と区切られる。若狭湾国定公園の一部。

## 地理
小浜市北部のリアス式海岸で、背後の山地がそのまま岬や崎を形成している。昔は急峻な峠が連続し、船での往来が主であったが、現在は湾岸を国道162号が数本のトンネルで繋ぎ走る。

## 黒崎半島
若狭湾に突出した国道162号食見トンネルから獅子ヶ崎までの小規模な岬である。最高標高は240 m、矢代湾と世久見湾を形成する。獅子ヶ崎の西に黒崎があり、半島の名はこの黒崎から名付けられた、通称田烏半島。
小浜市大浜には国立若狭湾青少年自然の家がある。半島を一周する道路は無く、食見トンネル開通以前は、中部北陸自然歩道だけが唯一半島を横断していた。

## 沖の石
二条院讃岐が千載集で「我が袖は潮干に見えぬ沖の石の人こそしらね乾く間もなし」と詠み百人一首第92番歌に選定され、小浜市田烏が二条院讃岐の父源頼政の所領であったことより、この沖の石が黒崎半島の黒崎にある岩礁であると由来されている。
沖の石については、宮城県の沖の井（沖の石）ほか、滋賀県等に「この歌の石である」と伝承されている。

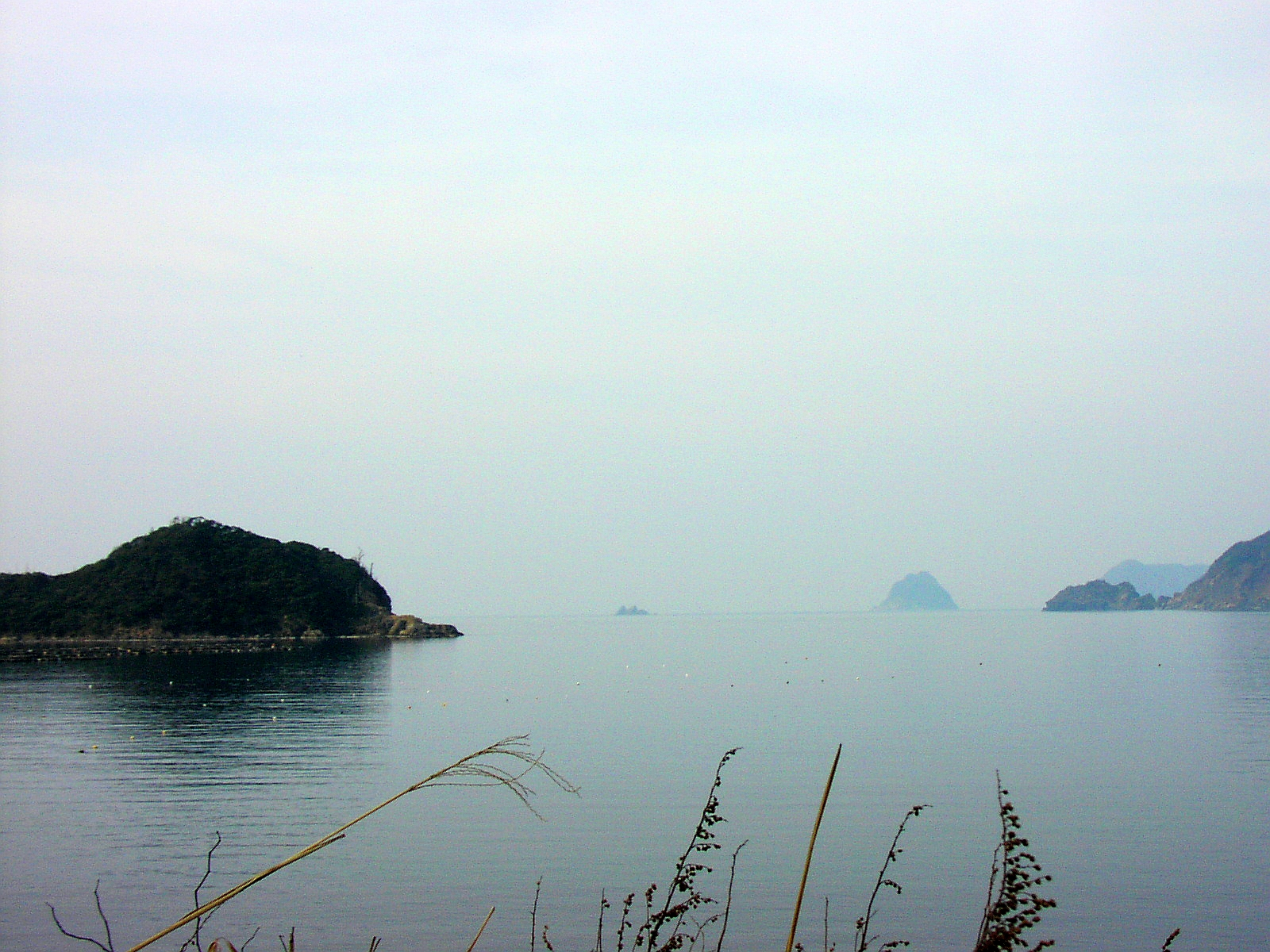
犬熊から見た「沖の石」の遠景（中央の岩礁）

## 自然
多くの岩礁を有し、変化に富んだ海底や若狭湾からの海流の影響により、多数の魚介類が生息し、漁業が盛んであるとともに、多くの釣り愛好家が訪れている。
また、湾内にはトラフグの養殖が盛んであり、冬季の観光客向けにふぐ料理を出す民宿が多い。
静かな入り江には、漁港と小規模の海水浴場が多数点在する。

## 施設・名所
- 国立若狭湾青少年自然の家
- 内外海半島
- 久須夜ヶ岳
- 蘇洞門

## 海水浴場
- 阿野海水浴場
- 犬熊海水浴場
- 志積海水浴場
- 矢代海水浴場
- 田烏代海水浴場
- 大浜海水浴場